# كنازي
كنازي، (بالإنجليزية: Canazei)‏، (الألمانية:Kanetschei)، هي (بلدية) في ترينتينو في منطقة ترينتينو ألتو أديجي في شمال إيطاليا، وتقع في الجزء العلوي من فال دي فاسا، على بعد حوالي 110 كم (68 ميل) شمال شرق ترينتو. اسمها مشتق من الكلمة (اللاتينية: cannicetus) (قصب غابة).

## السكان
في سنة 1871 بلغ عدد السكان  نسمة، وتطور العدد ليصل في سنة 2011 لـ 1٬907 نسمة.
يظهر هذا المخطط البياني تطور النمو السكاني لـ كنازي